# 가보자GO
《가보자GO》는 대한민국 종합편성채널 MBN에서 방송되는 예능 프로그램이다.

## 기획 의도
각종 SNS의 파도를 벗어나 '진짜 친구'를 찾기 위해 거리로 나선 5명의 MC가 장소와 나이, 성별을 불문하고, 그동안 만나고 싶었던 각종 셀럽과 일반인을 즉석에서 섭외해 친구가 되는 과정을 담아내는 프로그램

## 방송 일정
| 방송국 | 방송 기간                          | 방송 시간                | 회차           |
| ------ | ---------------------------------- | ------------------------ | -------------- |
| MBN    | 2024년 3월 16일 ~ 2024년 5월 4일   | 매주 토요일 밤 8시 20분  | 8부작 (시즌1)  |
| MBN    | 2024년 6월 29일 ~ 2024년 8월 17일  | 매주 토요일 밤 8시 20분  | 8부작 (시즌2)  |
| MBN    | 2024년 9월 21일 ~ 2024년 12월 21일 | 매주 토요일 밤 8시 20분  | 12부작 (시즌3) |
| MBN    | 2025년 7월 5일 ~                   | 매주 토요일 밤 8시 20분  | 미정 (시즌5)   |
| MBN    | 2025년 2월 9일 ~ 2025년 4월 27일   | 매주 일요일 밤 10시 30분 | 12부작 (시즌4) |

## 출연진

### 시즌 1
- 김용만
- 안정환
- 홍현희
- 허경환
- 김호중

### 시즌 2 ~ 시즌 5
- 안정환
- 홍현희

## 결방

### 2024년
- 12월 7일 : 윤석열 대통령 탄핵소추 뉴스특보 편성으로 인한 결방.